# ФК Стари аеродром
Фудбалски клуб Стари аеродром, црногорски је фудбалски клуб из Подгорице, који се такмичи у Трећој лиги Црне Горе у регији Центар.
Утакмице као домаћин обично игра на помоћном стадиону ФК Будућност.

## Историја
Године 2015. Едис Јасавић и Борис Грбовић су основали школу фудбала Стари аеродром, за категорије од осам до 16 година, а 2016. је клуб регистрован у Фудбалском савезу Црне Горе, На љето 2024. оформио је сениорску екипу, са којом је почео да се такмичи у регији Центар у сезони 2024/25. Прву побједу у сезони и прву у историји сениорског тима остварио је у трећем колу 7 : 1 против Оногошта.

## Резултати у такмичењима у Црној Гори
| Сезона   | Степен | Лига                | Бр.екипа           | Позиција            | Куп             |
| -------- | ------ | ------------------- | ------------------ | ------------------- | --------------- |
| 2024/25. | 3      | Трећа лига — Центар | 22 (2 групе по 11) | 5. мјесто у групи А | Није учествовао |